# Moriya Keisuke
Keisuke Moriya (sinh ngày 11 tháng 7 năm 1986) là một cầu thủ bóng đá người Nhật Bản.

## Sự nghiệp câu lạc bộ
Keisuke Moriya đã từng chơi cho Shonan Bellmare và SC Sagamihara.